# Harry Smith (militair)
Henry George Wakelyn Smith (Whittlesey, 28 juni 1787 - Londen, 12 oktober 1860), bekend als Harry Smith, was een Brits militair met een carrière die vrijwel elk werelddeel omvatte.

## Biografie
Smith begon zijn militaire carrière in Zuid-Amerika tijdens de napoleontische oorlogen, waarin hij tegen het napoleontische Spanje vocht. Hij vocht tegen de Verenigde Staten tijdens de Oorlog van 1812 en diende als majoor tijdens de Slag bij Waterloo in 1815.
In 1828 ging Smith naar de Britse Kaapkolonie waar hij een belangrijke rol had in de Zesde Grensoorlog tegen de Xhosa. Hierna werd hij aangesteld tot gouverneur van Brits-Kaffrarië. Hij werd door de Britse regering tegengehouden in zijn pogingen om de Xhosa te beschaven en ging naar Brits-Indië, waar hij succesvol was in de Eerste Sikhoorlog.
In 1847 keerde hij terug naar Zuid-Afrika als gouverneur van de Kaapkolonie. Het jaar daarop riep hij de Britse Oranjeriviersoevereiniteit uit en versloeg hij de Nederlandstalige Voortrekkers bij de Slag bij Boomplaats.
Smith stierf in 1860 in Londen. Vier steden in Zuid-Afrika zijn naar hem vernoemd: Harrismith, Smithfield, Fauresmith en Aliwal-Noord; de laatste is vernoemd naar zijn grootste overwinning in de Sikhoorlog.

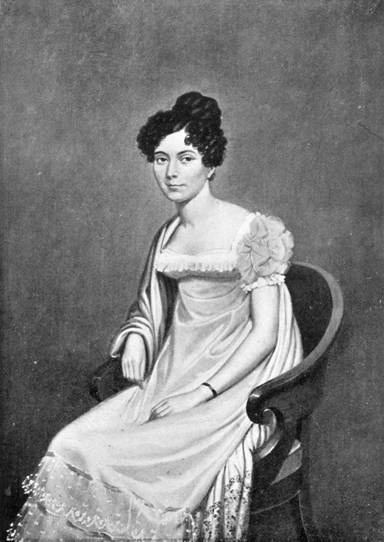
Juana Smith-Ponce de León

## Lady Smith
Smith was getrouwd met de Spaanse Juana María de los Dolores de León (Lady Smith), een afstammelinge van Juan Ponce de León. De steden Ladysmith in KwaZoeloe-Natal en Ladismith in West-Kaap zijn naar haar vernoemd.

- Biblioteca Nacional de España: XX4735214
- Gemeinsame Normdatei: 122100891
- International Standard Name Identifier: 0000 0000 7735 2267
- Library of Congress Control Number: n85260917
- Nationale Bibliotheek van Israël: 987007276323905171
- Nederlandse Thesaurus van Auteursnamen: 149319568
- SNAC: w6vb15w4
- Virtual International Authority File: 30410556
- WorldCat: E39PBJtH6qBQtPrCtT8bhkvT73